# Brian Berry
Brian Joe Lobley Berry (Sedgely, Staffordshire, Reino Unido, 16 de febrero de 1934-Dodd City, Texas, 2 de enero de 2025) fue un geógrafo humano británico-estadounidense, profesor Lloyd Viel Berkner de la Universidad de Texas en Dallas. Sus estudios urbanos y regionales en los sesenta iniciaron la revolución científica de la geografía que le convirtió en el geógrafo más citado durante más de veinticinco años.

## Biografía
Berry nació en Sedgley, Staffordshire, Reino Unido. Estudió en el Instituto Queen Elizabeth y en el Acton County Grammar School de Middlesex. Se graduó del University College de Londres con un B.Sc. en Economía en 1955 y marchó a hacer un posgrado en la Universidad de Washington, donde obtuvo un M.A. en 1956 y un doctorado en 1958 bajo la supervisión del famoso geógrafo y pionero de la "revolución cuantitativa" William Garrison.
Tras obtener su doctorado, Berry fue nombrado profesor de la Universidad de Chicago, donde se convirtió en director del Centro de Estudios Urbanos. Desempeñó su cargo hasta 1976, desarrollando investigaciones sobre la geografía de áreas urbanas y regiones y destacándose en la revolución geográfica que Garrison había precedido. Fue el geógrafo más citado durante las siguientes dos décadas, destacándose por su estudio de dinámicas de largo plazo y su relación con fases macrohistóricas del desarrollo económico y político.
De 1976 a 1981 Berry fue profesor del Laboratory for Computer Graphics and Spatial Analysis de Harvard, tras lo que fue nombrado decano del Heinz College en la Universidad Carnegie Mellon durante cinco años. En 1986 se unió a la Universidad de Texas en Dallas como decano fundador de la Escuela de Ciencias Económicas, Políticas y Gubernamentales, en la que ha permanecido desde entonces.
Berry fue elegido miembro de la Academia Nacional de Ciencias de Estados Unidos en 1975 y de la Academia Estadounidense de las Artes y las Ciencias en 1976. Es miembro también de la Academia Británica y del University College de Londres. En 1988 ganó la Medalla Victoria de la Royal Geographical Society. En 1999 fue nombrado miembro del Consejo de la Academia Nacional de Ciencias y en 2004 fue miembro fundador de la Academia de Medicina, Ingeniería y Ciencias de Texas. En 2005 fue nombrado Laureat Internationale de Geographie 'Vautrin Lud' (considerado el premio Nobel de la geografía) y miembro del Instituto Estadounidense de Planificadores Certificados.

## Publicaciones
Berry ha sido autor de más de 550 libros y artículos, abarcando tanto teoría como práctica en el desarrollo de áreas urbanas y regiones desarrolladas y en desarrollo.